# ベネラブレスの無原罪の御宿り
『ベネラブレスの無原罪の御宿り』（べネラブレスのむげんざいのおんやどり、西: La Inmaculada Concepción de los Venerables、英: The Immaculate Conception of Los Venerables）、または『スールトの無原罪の御宿り』（スールトのむげんざいのおんやどり、西: La Inmaculada Concepción de Soult、英: The Immaculate Conception of  Soult）は、スペインのバロック絵画の巨匠バルトロメ・エステバン・ムリーリョが1660-1665年に、または1678年ごろにキャンバス上に油彩で制作した絵画である。1813年にニコラ＝ジャン・ド・デュ・スールト元帥により略奪され、フランスに持ち去られた後、1852年にパリのルーヴル美術館に購入された。作品は1941年からマドリードのプラド美術館に所蔵されている。なお、プラド美術館には、本作の他にも『エル・エスコリアルの無原罪の御宿り』、『アランフエスの無原罪の御宿り』を含む3点の同主題作が収蔵されている。

## 来歴
フアン・アグスティン・セアン・ベルムーデスによれば、本作は、フスティーノ・デ・ネーベ, 1625–1685年) によりムリーリョに委嘱された。デ・ネーベはセビーリャ大聖堂の律修司祭で、セビーリャのロス・べネラブレス病院の聖職者代表であった。彼は作品を自身のコレクションのために委嘱したが、1686年に病院内礼拝堂に寄贈した。
スペインとポルトガルを巻き込んだ半島戦争中の1813年に、本作はニコラ＝ジャン・ド・デュ・スールト元帥により略奪され、フランスに持ち去られた。スールトは絵画の額縁を残していったため、それは現在もロス・べネラブレス病院にある。絵画はスールトが1851年に亡くなるまで彼の自宅にあったため、絵画の別名は彼の名に由来している。
絵画は1852年に競売にかけられ、ルーヴル美術館が615,300フランで落札した。当時、1点の絵画に支払われた額としては最高のものであったという。作品は1941年までルーヴル美術館に展示されたが、その時期までにムリーリョの芸術は流行遅れのものとなっていた。結果として、ヴィシー政権は、作品をスペインのフランシスコ・フランコに返還することに合意した。その時、フランスは本作以外に『エルチェの貴婦人』、『グアラサールの宝物』 (現在、ともに国立考古学博物館蔵』のうちの何点かと引き換えに、スペインのトレドにあったエル・グレコの『アントニオ・デ・コバルビアスの肖像』、プラド美術館にあったディエゴ・ベラスケスの『王妃マリアナ・デ・アウストリア』 (現在、ともにルーヴル美術館蔵) を得た。

## 作品

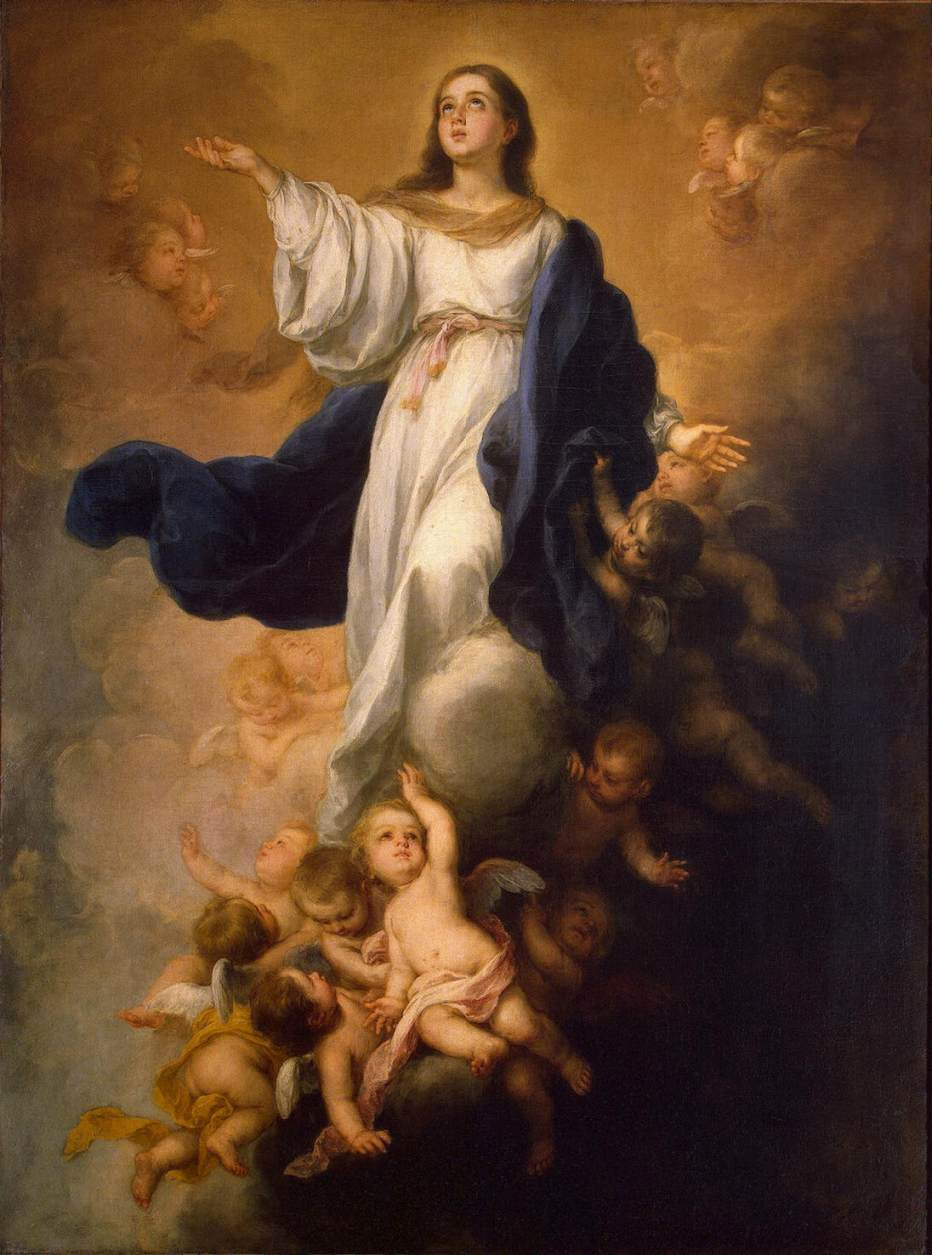
ムリーリョ『ウォルポールの無原罪の御宿り』 (1680年ごろ)、 エルミタージュ美術館、サンクトペテルブルク

16世紀以来、「無原罪の御宿り」に対する信仰はスペインで高まっていた。スペインはその信仰の第一の擁護者となり、カトリック教会の公的教義として認められるよう奮闘し、1854年にその目的は達成された。17世紀のセビーリャは「無原罪の御宿り」信仰の中心地で、フランシスコ・パチェーコ、フランシスコ・エレーラ (父)、フランシスコ・デ・スルバラン、ディエゴ・ベラスケスなどセビーリャ出身の画家たちがこの主題を数多く描いた。
ムリーリョはおよそ20数点ほどの『無原罪の御宿り』を制作したが、これは当時のスペインの画家のなかでおそらく最も多い制作数である。ムリーリョはこの主題を描く形式を創造し、ほとんどの作品で聖母マリアは白い衣服の上に青い外套を羽織っている。そして、両手を胸の上で組みつつ三日月に乗って、目を天に向けている。聖母は光、雲、天使に満ちた天上の空間で明らかに上昇する動きの中に置かれている。ムリーリョは「無原罪の御宿り」と「聖母被昇天」という2つの異なる図像を合一させているのである。スルバラン、ベラスケスなどが聖母をあどけなく描いたのに対し、ムリーリョは、華やかで美しいマリアがバロック特有の躍動感で天に昇る様を表現している。なお、エルミタージュ美術館にある『ウォルポールの無原罪の御宿り』は本作と類似した図像および同様の上昇の感覚を備えており、両作品は同じころに制作されたのかもしれない。
本作では、彼女のコントラポストの姿勢 (右膝を曲げ、体重が左脚にかけらている) が構図のうねるような特質に寄与している。三日月の繊細な銀色が視覚的に興味を引く角度で配置され、マリアの足を取り巻く。彼女の足は上品に白い布地の層の下に隠されている。『べネラブレスの無原罪の御宿り』はその栄光を表す感覚により、ムリーリョの他の同主題作から際立っている。この効果は、画面下部右側から上部左側への上昇感を生み出す光を画家が用いていることにより達成されている。この上昇する動き、そしてマリアを取り巻く雲と天使が表す象徴性は上述のように「聖母被昇天」に視覚的に言及したものであり、マリアの純潔性をイエス・キリストの母としての地位に結びつける。
本作の構図に、ムリーリョは伝統的な聖母の図像学的要素 (ダビデの塔、閉ざされた園、シュロ、糸杉の木など) を用いていない。おそらく、それらの要素は、18世紀にフェルナンド・デ・ラ・トレ・ファルファン) に記述されているように、絵画の本来の額縁にすでに表されていたからかもしれない。いずれにしても、ムリーリョは教義の解釈から出発したパチェーコとは対照的に、病気や飢饉といった暗い世相を背景に厳格さよりも感傷性を求め始めた、当時のセビーリャの民衆の宗教感情に訴えることを主眼に置いた。ムリーリョは複雑な図像学的規定を大胆に簡略化するとともに、「無原罪の御宿り」の画面の下方に描かれていた風景を次第に排除して、本来は天から地に下りるマリアをまるで天に昇っていくかのような溌剌とした姿で描いたのである。
1981年に、プラド美術館の修復専門家のアントニオ・フェルナンデス・セビーリャ (Antonio Fernández Sevilla) は、ムリーリョの特別展のために『べネラブレスの無原罪の御宿リ』の注意深い表面的な修復を行った。そして、2007年には、より綿密な修復が行われた。

## ギャラリー

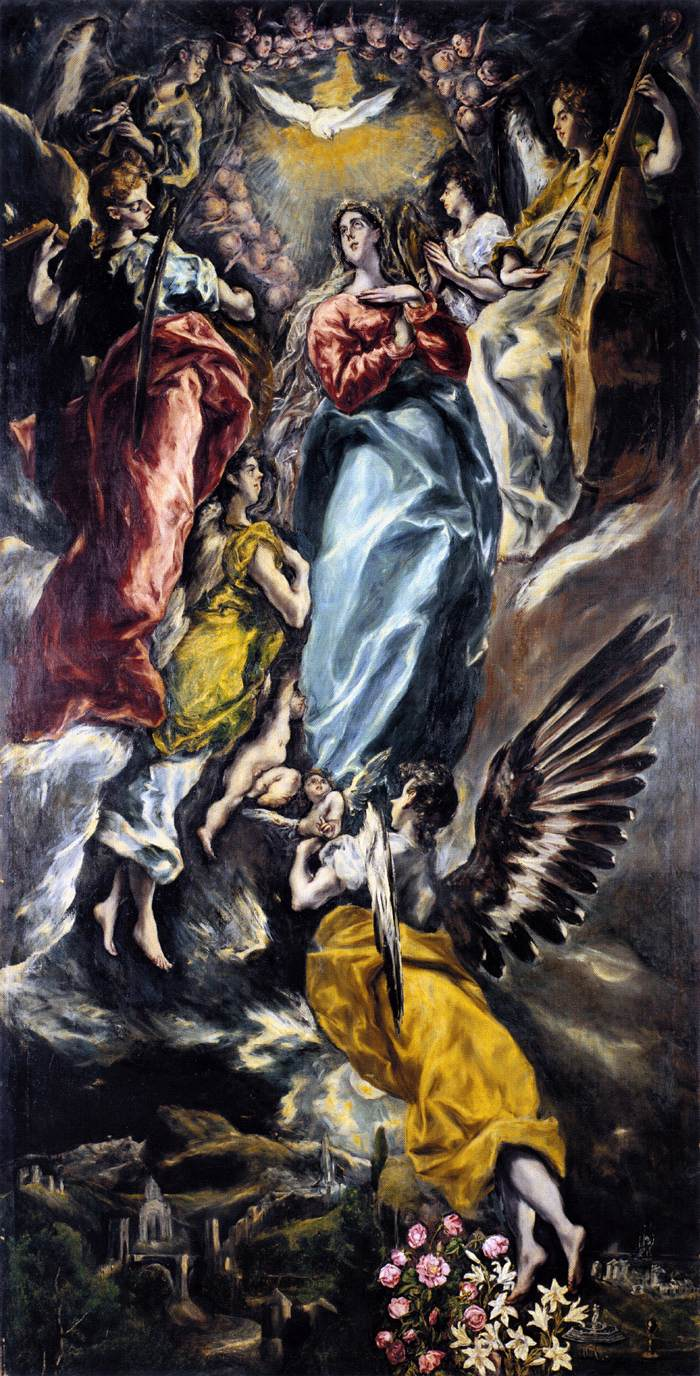
エル・グレコ『無原罪の御宿リ』（1607-1613年）サンタ・クルス美術館（英語版） (トレド)
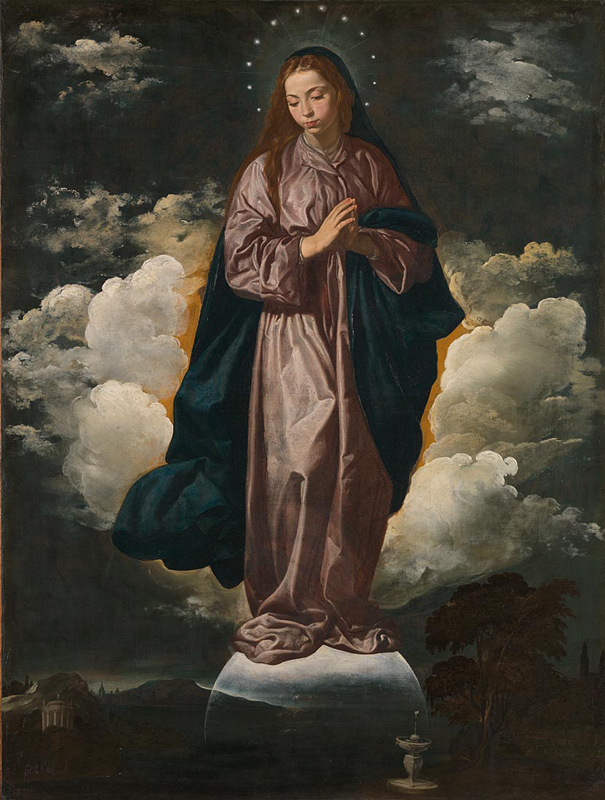
ディエゴ・ベラスケス『無原罪の御宿り』（1619年）ナショナル・ギャラリー (ロンドン)
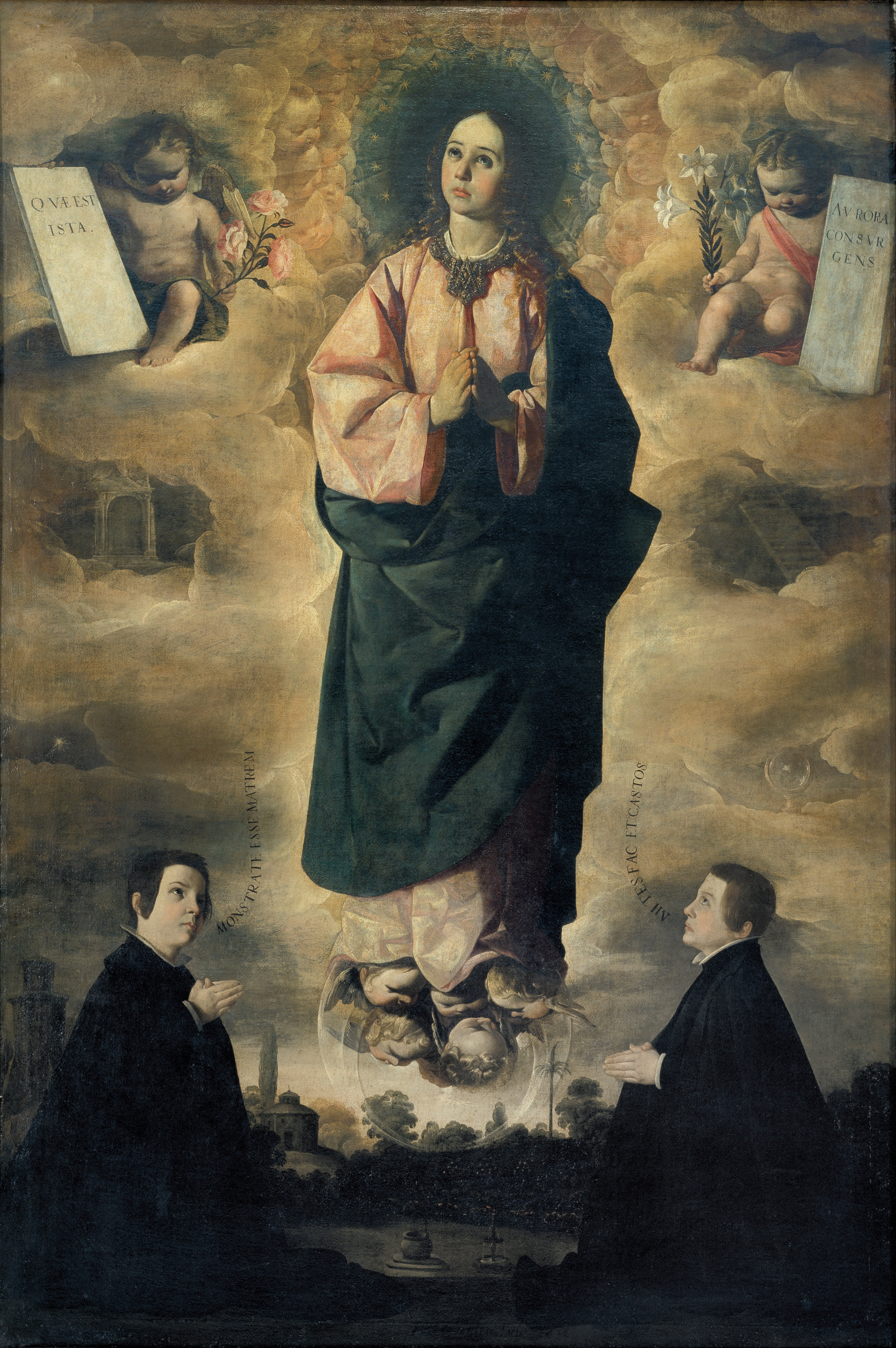
フランシスコ・デ・スルバラン『無原罪の御宿リ』（1632年）カタルーニャ美術館 (バルセロナ)
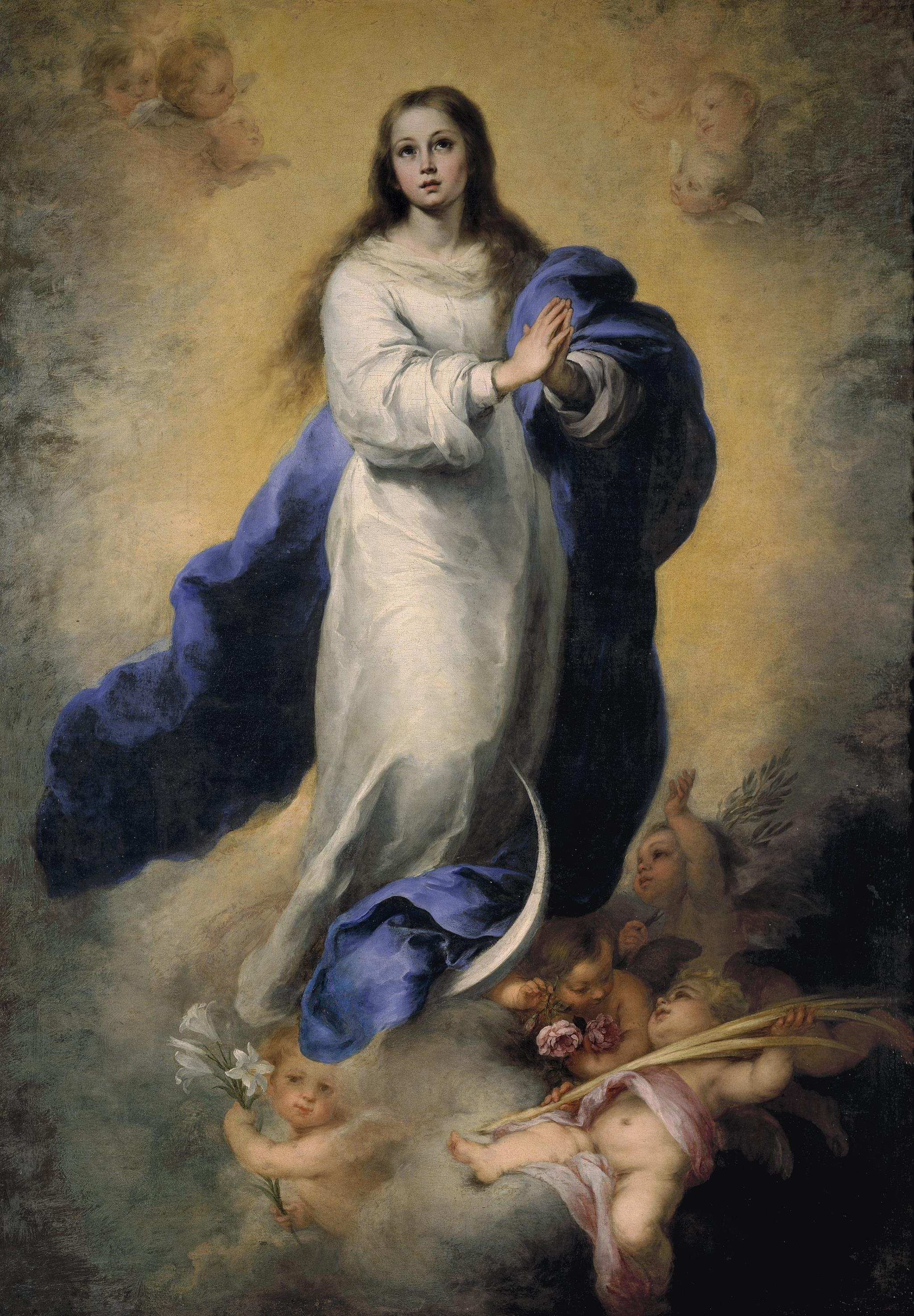
ムリーリョ『エル・エスコリアルの無原罪の御宿り』1660年-1665年頃 プラド美術館
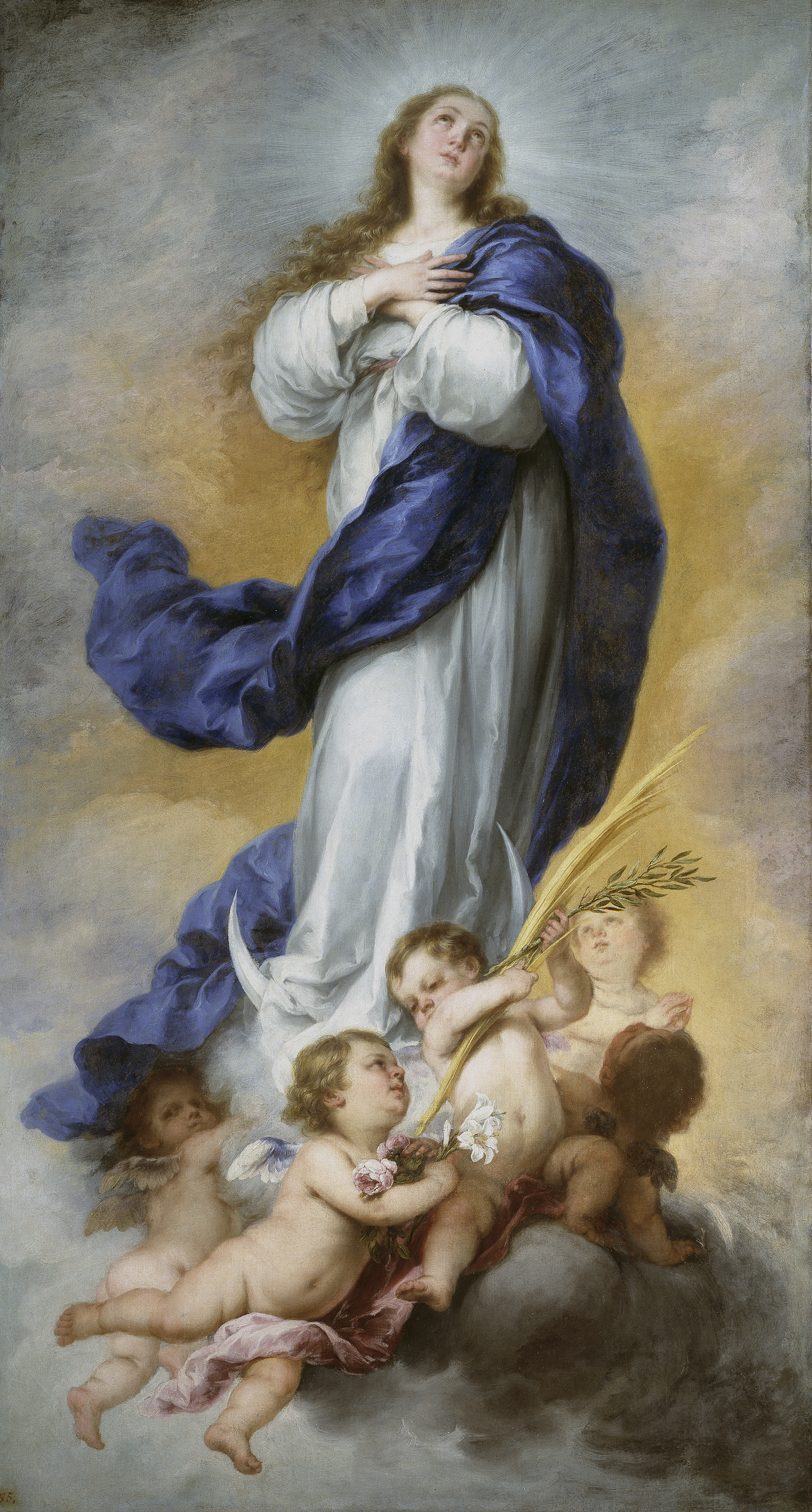
ムリーリョ『アランフエスの無原罪の御宿り』1675年頃 プラド美術館